# Fomento Graciense de las Artes
El Foment Gracienc de les Arts, que como su nombre indica nació en el barrio de Gracia de Barcelona, fue una asociación, de artistas escultores, pintores, ceramistas, forjadores etc. Se constituyó el 28 de octubre de 1947, pero ya constaba anteriormente como Fomento Graciense de las Artes, con el objetivo de organizar exposiciones artísticas durante la Fiesta Mayor de Gràcia, así como en otras ocasiones.
Sus miembros fundadores fueron, entre otros, Josep Mª Camps i Arnau, que fue su primer presidente, Josep Barrillon i  Paradell, Germà Bosch i Sanans, Arseni Pellicer i Bru, Rafael Massip i Tarragó, Francesc Coromines i Casaline, Jordi Baijet i Achón, Alejandro Schaaff de Bobes, Francesc Vilasis i Fernandez-Capallejà .
El Fomento Graciense de las Artes no tuvo una sede social fija hasta el año 1969, cuando la tenencia de alcaldía del distrito de Gracia proporcionó un espacio a la entidad. Se trataba de un estudio muy pequeño, en lo alto del edificio del consistorio en la plaza de Rius y Taulet, 2 -2.º. piso (desde 2008, plaza de la Villa de Gracia) y donde los mismos artistas empezaron a dar clases y orientar de manera altruista, a los socios novatos que lo pedían. Unos años después, en 1979, se trasladó a la calle Mayor de Gracia, 64-66, principal 2.ª, donde dispuso de más espacio y pudo incorporar también, la disciplina de escultura. Más tarde, en 1999, se trasladó a la calle de San Pedro Mártir, 9-11, bajos, donde permaneció hasta su cierre, que tuvo lugar en mayo de 2019.